# Porte de Sion
La porte de Sion (שער ציון, Shaar Zion) est une des portes de la vieille ville de Jérusalem.
Elle est située dans la partie Sud-Ouest de la muraille de la vieille ville de Jérusalem. C'est par elle qu'on atteint le quartier arménien de la vieille ville. 
Le nom actuel de la porte est déjà employé au Moyen Âge. Les Arabes de la ville la nomment également « Bab el Yahoud » (ce qui signifie la « porte du Juif »). Ce nom est dû à sa proximité avec le quartier juif de la vieille ville. C'est tout près de la Porte de Sion qu'on peut voir le tombeau du roi David, le Cénacle, la Dormition.
La frontière qui, de 1948 à 1967, divisa Jérusalem entre Israéliens et Jordaniens, avait son tracé juste face à la porte, d'où les marques d'impacts de balles encore visibles aujourd'hui.  